# Бадр ибн Сайф
Бадр бин Сайф, или Бедр бин Сейф (? — 1806) — оманский принц из династии Аль Саид. В 1804 году он стал регентом, в то время как наследники султаната были несовершеннолетними. Когда он попытался расширить свою власть в 1806 году, он был убит.

## Ранние годы
Бадр бин Сайф был сыном Саифа бин Ахмеда (? — 1785), одного из сыновей Ахмеда бин Саида Аль-Бусайди, первого султана Омана из династии Аль Саид. Его дядя, Султан ибн Ахмед (? — 1804), стал правителем Омана в 1792 году. В начале 1803 года, когда султан отправился в паломничество в Мекку, Бадр бин Сайф предпринял попытку захватить форт Аль-Джалали, главную крепость, охранявшую гавань Маската. Рассказывают, что его тайно доставили в форт в большом ящике, но его обнаружил индусский торговец. Ему удалось бежать и укрыться в Катаре. В Зубарахе в Катаре он попросил защиты у ваххабитов и принял их убеждения. С их помощью он предпринял две неудачные попытки захватить Маскат. Затем он отправился в Неджд и встретился с эмиром Саудом, который оказал ему радушный прием.
Султан ибн Ахмед отправился в экспедицию в Басру в 1804 году. Он погиб близ острова Кешм в середине ноября 1804 года во время небольшой стычки. Султан назначил Мухаммеда ибн Насира ибн Мухаммеда аль-Джабри регентом и опекуном двух своих маленьких сыновей, Селима ибн Султана и Саида ибн Султана.

## Династическая борьба за власть
После смерти султана племена на севере откололись от власти Омана, а внутри правящей семьи началась борьба за власть. Бадр бин Сайф, базирующийся в Маскате, получил поддержку ваххабитского лидера Сауда в этом соперничестве. Брат бывшего султана Кайс ибн Ахмед решил попытаться захватить власть. В начале 1805 года он объединил свои силы с младшим братом Мухаммедом и двинулся вдоль побережья к Матраху, что он воспринял без особого сопротивления. Мухаммед бин Насир пытался откупиться от Кайса крупной ежемесячной рентой. Кайс отказался, так как у него была растущая поддержка и он был уверен в успехе, и продолжал осаждать Маскат. Мухаммед бин Насир обратился за помощью к Бадру бин Сайфу.
Бадр бин Сайф прибыл в Маскат как раз вовремя, чтобы предотвратить его капитуляцию. Он также организовал нападение ваххабитов на Сухар в качестве отвлекающего маневра. Кайс соглашается снять осаду в обмен на то, что ему будут переданы Аль-Хабура и часть Эль-Батины. Месяц спустя Кайс вернулся и снова взял Матрах, но был вынужден отступить, когда появились большие морские силы вахаббитов. Он согласился на мир на том основании, что получит Матрах, а также другие места, которые он занял, и ежемесячную субсидию. В июле Кайс разорвал соглашение и снова двинулся на Маскат. Ваххабиты снова напали на Сухар, а Саид ибн Султан двинулся в долину Самаил. Кайс был вынужден заключить мир и отказался от Матраха и его доходов.

## Правление
Правители Бахрейна, Аль Халифа, перешли под власть вахаббитов. Они были вынуждены оставить членов своих семей в Зубарахе в качестве заложников своей верности. В 1805 году Аль Халифа обратились за защитой к Бадру бин Сайфу, ныне действующему правителю Маската. Он послал военные корабли и помог им эвакуировать их семью из Зубараха в Бахрейн. Затем Аль Халифа обратились к британскому резиденту в Маскате капитану Дэвиду Сетону с просьбой предоставить одну или две канонерские лодки, чтобы помочь им и Бадру бин Сайфу удерживать ваххабитов под контролем в Персидском заливе. Сетон рекомендовал согласиться, но британцы не хотели вмешиваться в бахрейнскую политику. На следующий год Аль-Халифа объявила о своей независимости от Бадр бин Сайфа.
К 1805 году жители Маската начали беспокоиться о близких отношениях Бадра с ваххабитами. Он платил дань и содержал отряд из 400 конных вахаббитов, расквартированному в Барке. Он также насаждал строгие ваххабитские доктрины, разрушал минареты ибадийских и суннитских мечетей и добивался регулярного посещения молитв. В какой-то момент ваххабитский лидер призвал Бадра напасть на Индию в рамках джихада. Он был вынужден тянуть время, так как это означало бы нападение на его британских союзников.
В 1806 году против Кайса бин Сайфа в Сухаре были проведены дальнейшие безрезультатные военные операции. В том же году Бадр бин Саиф начал предпринимать шаги по увеличению своей власти. Он назначил своего подопечного Селима ибн Султана губернатором Аль-Масны на побережье Батины, а Саида бин Султана губернатором Барки, чтобы отстранить их от государственных дел.

## Смерть
Бадр бин Саиф умер 31 июля 1806 года. Он был заманен в Барку и атакован Саидом бин Султаном в Наамане, соседней деревне. Есть разные версии случившегося, но кажется очевидным, что Саид нанес первый удар, а его сторонники довели дело до конца. Саид был провозглашен народом освободителем от ваххабитов, покинувших Оман. Кайс бин Ахмад сразу же поддержал Саида. Опасаясь реакции ваххабитов, Саид обвинил в убийстве Мухаммеда бин Насира.
Бадр ибн Сайф оставил двух сыновей, Хамуда и Сайфа. Хамуд стал заместителем губернатора Рустака в 1833 году.